# Stabat Mater
|  | Per a altres significats, vegeu «Stabat Mater (desambiguació)». |

La Dolorosa de Bartolomé Esteban Murillo, un exemple d'art marià

Stabat Mater és una seqüència gregoriana llatina utilitzada dins l'església catòlica del segle xiii dedicada a Maria i atribuïda a Jacopone da Todi. El seu nom és l'abreviació del primer vers del poema, Stabat mater dolorosa («Estava la mare dolorosa»). El tema de l'himne, un dels poemes conservats més impactants de la literatura llatina medieval, és una meditació sobre el patiment de Maria, mare de Jesús, durant la crucifixió, patiment que representa l'advocació mariana de la Dolorosa. L'Stabat Mater està associat especialment amb les estacions del Via Crucis; quan es resen les estacions en públic, és a dir, en església o en processó a l'aire lliure, és costum cantar estrofes d'aquest himne mentre els fidels caminen d'una estació a l'altra.
A banda de les versions musicals gregorianes en la forma habitual de seqüència, el text del poema ha estat musicat per molts compositors al llarg dels segles.

## Història
Malgrat que la seva autoria no és clara -a més de l'atribució a Jacopone da Todi (mort el 1306) també s'ha atribuït al Papa Innocenci III (†1216). En tot cas, sí que és clar que el seu estil melòdic és el propi del cant gregorià del segle xiii.
En el seu origen va aparèixer en fonts documentals vinculades als franciscans, coincidint amb un moment de gran devoció franciscana per Crist crucificat. Vers el 1388 es troba en ús entre els flagel·lants i vers el 1399 entre els heretges provençals anomenats albats. En tot cas, al tombant de segle, el seu ús ja era molt estès.
El Concili de Trento la va eliminar de la litúrgia, i no va ser fins a l'any 1727 en què el papa Benet XIII la va reintroduir en el Breviari com a seqüència per a la festa de la Mare de Déu dels Dolors, el divendres abans del diumenge de Rams. S'interpretava fragmentada en tres parts: les cinc primeres estrofes a les vespres, les dues següents a matines i la resta a laudes. És molt probable que la melodia que avui en dia apareix al Liber Usualis adoptés aquesta forma precisa al segle xviii, partint això sí, de molts elements que es remunten al segle xiii. Això és degut al fet que originalment no fou concebut com a seqüència sinó com a himne, però, de fet, té la versificació que més tard demanaren les seqüències.
Apareix també a la litúrgia anglicana i també en nombroses fonts de la zona luterana d'Alemanya.
A partir de les reformes portades a terme per Pius XII va passar a la Festa de la Mare de Déu dels Dolors, del 15 de setembre.

## Contingut i estructura
El text, que es basa en la profecia de Simeó -que entra al temple en la circumcisió de Jesús (Lluc, 2,35)- esdevé una invitació, d'una gran intensitat, èpica i lírica a la vegada, a compartir el sofriment de la Mare de Déu (que a la vegada comparteix el de Jesús), que el poeta expressa de forma magistral. El seu missatge més profund vol ser el lligam emocional que neix a la Mare de Déu i a tots els cristians per la mort de Crist.
Les primeres estrofes (1 a 4) contenen, sobretot, la descripció de la Mare de Déu al peu de la creu; els temes següents es podrien concretar en (estrofes 5 a 8) la compassió del cristià, (9 a 15) el fet de compartir el sofriment de la Mare de Déu, i (16 a 20) el sofriment com a salvació.
La intensitat del text, i la sonoritat planyívola de la melodia i dels ritmes i la rima llatins van assegurar-ne no sols la pervivència de la seva forma gregoriana al llarg dels segles sinó també l'aparició d'un gran nombre de musicalitzacions polifòniques, sovint amb acompanyament instrumental, construïdes segons l'estil musical predominant en cada moment.
Consta de 20 estrofes, de tres versos cada una, i que s'agrupen de dues en dues. Cada estrofa té una estructura de 4 peus trocaics, 4 peus trocaics i 3 peus trocaics (7a 7a 5b seguint la mètrica comptada a la manera catalana), de manera que a cada dues, l'estructura mètrica i de rima és 7a 7a 5b 7c 7c 5b. El ritme és clarament trocaic.

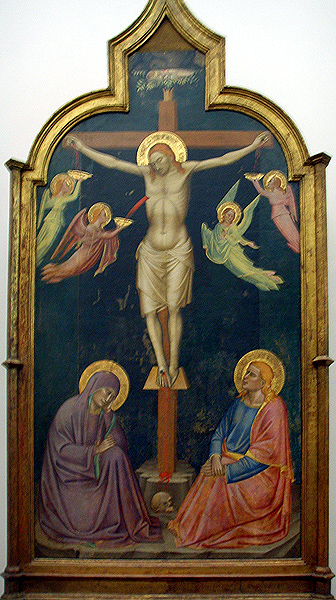
Crucifixió de Jacopo di Cione al museu de la Galeria de l'Acadèmia a Florència.

Com a himne comparteix amb aquest gènere gregorià les característiques següents:
- El seu pathos
- La vivesa del seu descriptivisme
- La seva dolçor devocional
- Un ritme fluid i fàcil
- Una exquisida doble rima
- Una forma estròfica ben acabada

## Text de la seqüència
Versió llatina medieval
1. Stabat Mater dolorosa

Iuxta crucem lacrimosa

Dum pendebat Filius.
2. Cuius animam gementem

Contristatam et dolentem

Pertransivit gladius.
3. O quam tristis et afflicta

Fuit illa benedicta

Mater unigeniti!
4. Quae moerebat et dolebat,

Pia Mater, dum videbat

Nati poenas incliti.
5. Quis est homo qui non fleret,

Matrem Christi si videret

In tanto supplicio?
6. Quis non posset contristari,

Christi Matrem contemplari

Dolentem cum Filio?
7. Pro peccatis suae gentis

Vidit Iesum in tormentis,

Et flagellis subditum.
8. Vidit suum dulcem natum

Moriendo desolatum

Dum emisit spiritum.
9. Eia Mater, fons amoris 

Me sentire vim doloris

Fac, ut tecum lugeam.
10. Fac, ut ardeat cor meum 

In amando Christum Deum 

Ut sibi complaceam.
11. Sancta Mater, istud agas,

Crucifixi fige plagas

Cordi meo valide.
12. Tui nati vulnerati,

Tam dignati pro me pati,

Poenas mecum divide.
13. Fac me tecum, pie, flere,

Crucifixo condolere,

Donec ego vixero.
14. Iuxta crucem tecum stare, 

Et me tibi sociare 

In planctu desidero.
15. Virgo virginum praeclara,

Mihi iam non sis amara

Fac me tecum plangere.
16. Fac, ut portem Christi mortem

Passionis fac consortem,

Et plagas recolere.
17. Fac me plagis vulnerari, 

Fac me cruce inebriari, 

Et cruore Filii.
18. Flammis ne urar succensus 

Per Te, Virgo, sim defensus 

In die iudicii.
19. Christe, cum sit hinc exire,

Da per Matrem me venire

Ad palmam victoriae.
20. Quando corpus morietur,

Fac, ut animae donetur

Paradisi gloria. Amen.
Versió alternativa de l'estrofa 19

19. Fac me cruce custodiri

Morte Christi praemuniri

Confoveri gratia

## Vigència i versions o arranjaments

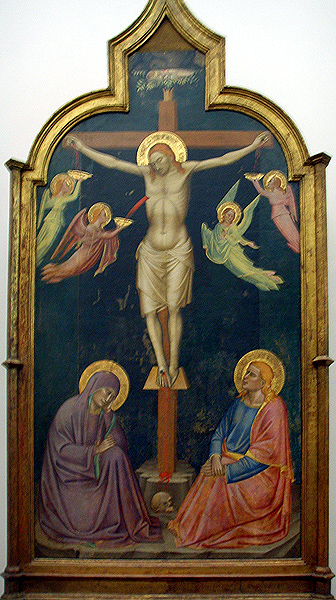
Crucifixió de Spinelo Aretino al museu de la Galeria de l'Acadèmia a Florència.

Des del 1490 fins a l'actualitat es comptabilitzen més de 500 versions musicals d'aquest text, a càrrec d'autors a voltes força coneguts, i alguns d'ells fins i tot amb més d'una versió.
Pel que fa als efectius sonors que contemplen, hi ha versions per a un o més solistes, versions per a cor, i versions amb cor i solistes. Igualment, hi ha versions a cappella i versions amb acompanyament instrumental, ja sigui a càrrec d'un o pocs instruments o fins i tot una orquestra.
Pel que fa a l'estructura que adopten aquestes composicions musicals, algunes es presenten com una composició seguida, sense interrupcions, per a la totalitat del text, mentre que altres el fragmenten, sempre atenent a l'estructura estròfica i al sentit del text, en fragments musicals de característiques ben diferenciades, segons la tècnica denominada "missa - oratori". Aquesta tècnica es va posar de moda en el barroc i és la que han aplicat la majoria de versions musicals de l'Stabat Mater de llavors ençà.
De l'Edat mitjana i del Renaixement destaquen el Stabat Mater de Josquin des Prés, Orlando di Lasso i Giovanni Pierluigi da Palestrina.
En el Barroc van ser especialment coneguts els d'Antonio Vivaldi, Alessandro Scarlatti i -sobretot- el de Giovanni Battista Pergolesi. Johann Sebastian Bach en va fer un contrafactum en la seva Cantata número 170. El pare Antoni Soler també va compondre un Stabat Mater (1775) per a 2 sopranos i baix continu.
En el Classicisme fou important el de Luigi Boccherini, però va destacar per sobre de tots els altres el de Joseph Haydn fins al punt que va ser una de les obres que més va fer per la difusió inicial del seu nom arreu d'Europa. En el Romanticisme va conèixer una enorme difusió el de Gioachino Rossini; també són destacables els de Franz Schubert, Franz Liszt, Giuseppe Verdi, Antonín Dvořák i Charles Villiers Stanford.
En estils posteriors són remarcables els de Lorenzo Perosi, Krzysztof Penderecki, Hristo Tsanoff, Francis Poulenc, Karol Szymanowski i Arvo Pärt.
A Catalunya, el coneixement dels arxius musicals revela que, durant un període molt llarg entre els segles xviii i xix, molts centres religiosos interpretaven sovint aquesta seqüència, amb les seves respectives capelles. Durant bona part de la segona meitat del segle xviii va ser el de Pergolesi el més interpretat arreu de Catalunya, fins que a principis de la dècada de 1780 va ser desplaçat pel de Haydn. Si el primer contemplava dues veus solistes (soprano i contralt) el segon era per a cor a quatre veus, solistes i orquestra, amb corda i vent. Per això, després que hagués arribat a Catalunya la versió de Haydn, Josep Fàbrega va fer un arranjament del de Pergolesi emulant els efectius sonors del de Haydn. Al segle xix, va ser el de Rossini el que es va difondre arreu amb gran èxit.
Entre els compositors actuals catalans que han posat música a l'Stabat Mater hi ha Salvador Brotons, que ho feu el 1997.
Més enllà de la música clàssica, el grup francès de Black Metal Anorexia Nervosa té una cançó que porta per títol «Stabat Mater Dolorosa», però el seu text, en anglès i alguns fragments en llatí i francès, no té cap relació amb el motiu religiós, més enllà de citar-ne un o dos versos.